# Casa Torrents
La casa Torrents o ca la Buresa és un edifici modernista situat a la plaça de Fius i Palà, cantonada amb el carrer del Born de Manresa (Bages), catalogat com a bé cultural d'interès local.

## Història
Va ser projectat el 1906 per l'arquitecte Ignasi Oms i Ponsa i construït entre aquesta data i el 1908 per a l'industrial tèxtil manresà Llogari Torrents i Serra, propietari de la Colònia Antius a Callús. La casa es coneix popularment com ca la Buresa pel cognom de la dona del propietari, Antònia Burés i Borràs, pertanyent a una altra nissaga de fabricants.

## Descripció

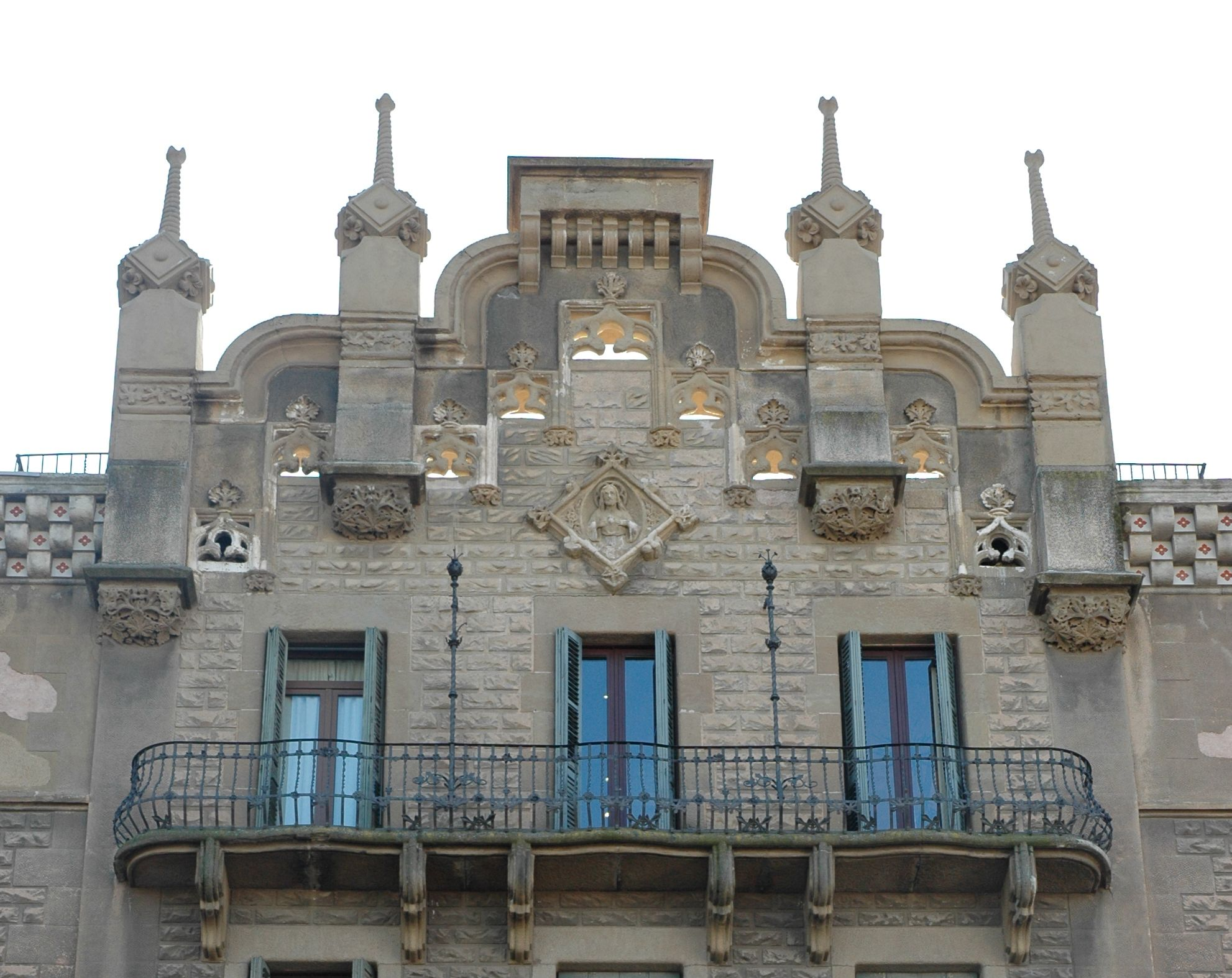
Detall de la part superior central amb quatre pinacles

Edifici a tres vents de planta baixa i quatre pisos amb dues torrasses circulars als angles, un dels quals està culminat amb una cúpula cònica, amb decoració ceràmica en forma d'escates. La façana és carreuada amb elements florals, ceràmica vidriada, esgrafiats i ferro forjat. Presenta una alternança de formes i llindes, especialment decorades les corresponents a les portes dels balcons volats.
Al mig de la façana sobresurt un cos central, amb una tribuna al primer pis, coronat a la part superior amb quatre pinacles i una imatge del Sagrat Cor, habitual en molts edificis modernistes. Una altra tribuna embelleix la torrassa lateral. Ambdues tribunes gaudeixen d'una rica decoració amb finestrals, amb arcs lobulats de cortina que conserven a la part superior uns vitralls i els capitells de les columnes amb decoració floral; una barana de pedra decorada remata el conjunt.
A la planta baixa, un portal lobulat duu a un vestíbul, que donava l'entrada als vianants i carruatges, que es desdobla en dues escalinates. A l'interior d'alguns pisos particulars es conserva la decoració genuïnament modernista.